# Ethelstan Etheling
Ethelstan Etheling (također Æthelstan Ætheling, staroengleski: Æþelstan Æþeling) (početak ili sredina 980-ih - 25. lipnja 1014.) je bio najstariji od šest sinova kralja Ethelreda II. Nespremnog iz njegovog braka sa suprugom Aelfgifu od Yorka i time prvi na popisu prijestolonasljednika.
Braća i sestre su mu bili:
Eadred Æþeling, Egbert Ætheling, Edmund II. Željeznoboki, Eadwig Ætheling, Edgar Aetheling Stariji, Edita, Ælfgifu, Wulfhilda i jedna opatica Wherwellske opatije kojoj se ime ne zna.
Polubraća su mu bili Edvard III. Ispovjednik, Alfred Ætheling, a polusestra mu je bila Goda.

## Vanjske poveznice
- "Æthelstan 62 (Male)[neaktivna poveznica]." Prosopography of Anglo-Saxon England.